# Beichtstuhl (Saint-Romain-la-Virvée)

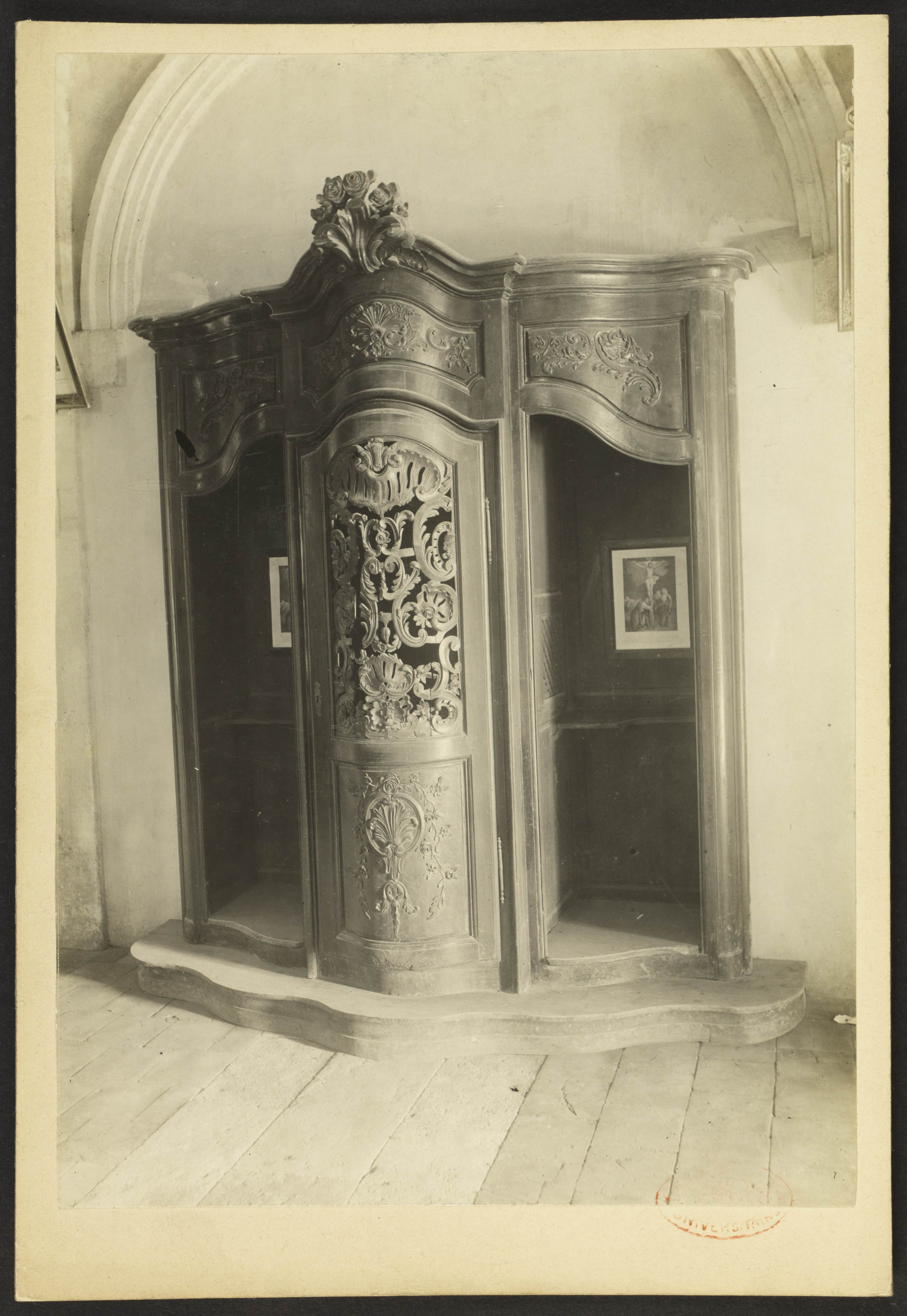
Beichtstuhl in Saint-Romain-la-Virvée (Foto von Jean-Auguste Brutails, um 1900)

Der Beichtstuhl in der Kirche St-Romain in Saint-Romain-la-Virvée, einer französischen Gemeinde im Département Gironde der Region Nouvelle-Aquitaine, wurde 1730 geschaffen. Im Jahr 1970 wurde der barocke Beichtstuhl als Monument historique in die Liste der denkmalgeschützten Objekte (Base Palissy) in Frankreich aufgenommen.
Der 2,30 Meter breite Beichtstuhl aus Holz besitzt Schnitzarbeiten sowohl als oberer Abschluss (in der Mitte Rosenblüten) und in der Tür zum Bereich des Priesters.